# Cumopsis jonesi
Cumopsis jonesi är en kräftdjursart som beskrevs av Le Loeuff och Andre Intes 1972. Cumopsis jonesi ingår i släktet Cumopsis och familjen Bodotriidae. Inga underarter finns listade i Catalogue of Life.